# Pieter Janszoon Jong

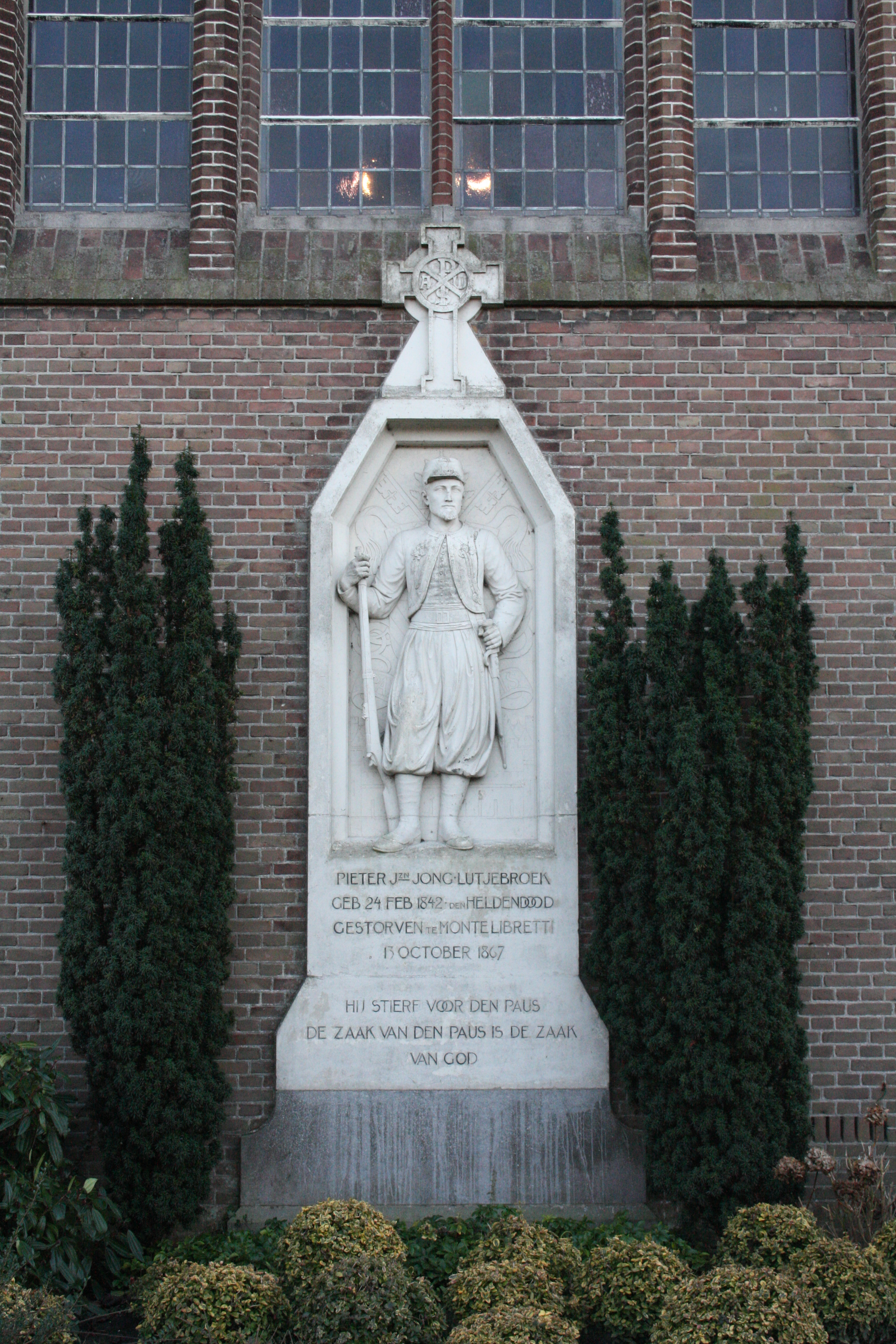
Herinneringsmonument bij de Sint-Nicolaaskerk van Lutjebroek

Pieter Janszoon Jong (Lutjebroek, 24 februari 1842 – Montelibretti, 13 oktober 1867) was een Nederlandse militair.

## Pauselijk zoeaaf
De Nederlandse katholieken waren omstreeks 1860 zelfbewuster geworden. Dat was te danken aan de grondwet van 1848, die hen tal van vrijheden had gegeven. Tegelijkertijd voelde in Rome paus Pius IX zich bedreigd door het in 1861 opgerichte Koninkrijk Italië. Ook had hij te vrezen van Giuseppe Garibaldi, die het plan had opgevat om de Kerkelijke Staat te veroveren en aan Italië te 'schenken'. 
Daarom riep Pius IX de pauselijke zoeaven in het leven. Dit was een bataljon (later een regiment) waarin buitenlandse vrijwilligers konden dienstnemen om de paus in zijn strijd te helpen. In totaal zijn er uit Nederland 3081 jongens afgereisd naar Rome om zoeaaf te worden. Pastoor Willem Hellemons speelde een grote rol in de Nederlandse zoeavenwerving. Zijn woonplaats Oudenbosch groeide uit tot het centrale verzamelpunt voor Nederlandse rekruten. 
Pieter Jong trok begin 1866 met zijn neef Willem Jong naar Oudenbosch om zich bij Hellemons te melden. Vervolgens ging het via Brussel en Parijs naar Marseille. Vanaf daar namen de rekruten een schip naar Civitavecchia, en vanaf daar reisden zij per trein naar Rome. Jong schreef zich samen met zijn neef op 27 januari 1866 te Rome in als zoeaaf. Net als veel andere zoeaven schreef Jong brieven naar huis om zijn leven als zoeaaf te schetsen voor zijn familie. Een groot deel van deze brieven wordt thans nog bewaard in het Nederlands Zouavenmuseum te Oudenbosch. Hierdoor bestaat er een goed beeld van hoe Jongs leven er in Rome uit heeft gezien. 
Omdat Italië en Garibaldi de strijdbijl een tijdlang begraven hadden, voerden de zoeaven vooral politietaken uit. Dat veranderde in de late zomer van 1867. Garibaldi viel de Kerkelijke Staten met een vrijwilligersleger binnen en raakte vanaf september verwikkeld in schermutselingen met zoeaven en andere pauselijke troepen. Op 13 oktober 1867 stuitte Jongs compagnie van 86 zoeaven bij Montelibretti op een garibaldistenmacht van circa 600 man. Desondanks gaf de aanvoerder, Fransman luitenant Arthur Guillemin, bevel tot aanval. In het vuurgevecht dat hierna ontstond sneuvelden direct vele zoeaven, onder wie Guillemin zelf. In de chaos van het gevecht viel de compagnie vervolgens uiteen. Terwijl de achterhoede zich terugtrok, vochten de voorste zoeaven door. Hieronder was Jong, die het gevecht niet overleefde.

## Legendevorming
Hoe Pieter Jong aan zijn einde kwam is niet met zekerheid te zeggen. In De Tijd en de Franse krant L'Univers verschenen artikelen waarin stond dat Jong in het gedrang zijn geweer als knots had gebruikt, en zo met de kolf van zijn vuurwapen veertien garibaldisten dood had geslagen. Daarna was hijzelf neergestoken met bajonetsteken. Nederlandse zoeaven die eveneens te Montelibretti waren berichtten daarentegen slechts dat Jongs lichaam gevonden was te midden van veertien vijanden. Onduidelijk is dan ook of de artikelen in de katholieke pers gebaseerd zijn op ooggetuigenverslagen. 
Zeker is dat het verhaal over Jongs heldendood breed werd uitgemeten in de Nederlandse pers. Jong kreeg een heldenstatus toebedeeld die in katholieke kringen lang aanhield. Zo werd in Lutjebroek bij de Sint Nicolaaskerk in 1917 een monument ter nagedachtenis van Jong geplaatst, ontworpen door Pierre Cuypers. De doorgaande weg in het dorp Lutjebroek heet bovendien P.J. Jongstraat. En de lokale voetbalvereniging heeft als eerbetoon aan Jong de naam "De Zouaven" gekregen. 
In 1923 verscheen een kinderboek van Joseph Reijnders over het leven van Pieter Jong, dat als titel Pieter Jong. De held van Lutjebroek had. Dit werk werd op katholieke lagere scholen tot zeker in de jaren vijftig gelezen. Hierdoor kenden vele katholieken Pieter Jong ook decennia na zijn dood diens naam en faam.